# Đêm hội mùa Xuân CCTV
Gala năm mới CCTV, còn được gọi là Đêm hội mùa xuân và thường được viết tắt bằng tiếng Trung Quốc là Xuân Vãn (tiếng Trung: 春晚; bính âm: Chūnwăn), là một chương trình đặc biệt mừng Tết nguyên đán của Trung Quốc được sản xuất bởi Đài Truyền hình Trung ương Trung Quốc (CCTV). Được phát sóng vào đêm trước Tết Nguyên đán trên CCTV-1, kênh truyền hình cáp CCTV-3, kênh truyền hình vệ tinh CCTV-4, CCTV-7 và CCTV-14 và trên toàn cầu thông qua China Global Television Network, chương trình luôn có lượng người xem từ 700 triệu trở lên hàng năm, biến nó thành một trong những sự kiện truyền hình hàng đầu Trung Quốc.
Gala có lượng khán giả đông đảo nhất trong số các chương trình giải trí trên thế giới , và được Guinness World Records công nhận là chương trình truyền hình được xem nhiều nhất trên thế giới . Phiên bản năm 2018 của Gala đã thu hút hơn một tỷ lượt xem hôm phát sóng . Là một chương trình tạp kỹ, thường có các buổi biểu diễn âm nhạc, khiêu vũ, hài kịch và kịch nghệ. Nó đã trở thành một nghi lễ cho nhiều gia đình Trung Quốc, bao gồm cả người Trung Quốc ở nước ngoài, theo dõi chương trình vào đêm giao thừa năm mới. Nhiều nghệ sĩ tham gia Xuân Vãn đã trở nên nổi tiếng trên khắp Trung Quốc.

## Lịch sử và ý nghĩa
Gala năm mới CCTV lần đầu tiên được tổ chức vào năm 1983. Là sự kế thừa của các chương trình phát sóng không thường xuyên vào năm mới của Truyền hình Bắc Kinh, từ năm 1956. Trong chương trình năm 1983, một sân khấu độc đáo và truyền hình trực tiếp được phát sóng trên kênh CCTV ở Bắc Kinh các nghệ sĩ biểu diễn các tiết mục nghệ thuật, Kịch, khiêu vũ, và ca hát được chọn lựa từ khắp nơi trên cả nước. Mỗi năm vào dịp Tết Âm lịch, chương trình bắt đầu lúc 8:00 tối và kéo dài đến khoảng 12:30 sáng vào ngày đầu tiên của năm mới. Chương trình đã trở nên ngày càng đắt đỏ mỗi năm, và có xu hướng được tổ chức lớn hơn mỗi lần. Sự phát triển của Gala năm mới, theo nhiều cách, đại diện cho sự phát triển công nghệ của Trung Quốc kể từ năm 1983, với một cái nhìn mới đáng kể quanh năm năm một lần. Nghiên cứu được đưa ra bởi Nhóm nghiên cứu Truyền hình Trung Quốc (CTR) năm 2007 chỉ ra rằng ước tính có 93,6% gia đình xem Gala trên truyền hình, mặc dù gặp phải sự tranh chấp.
Chương trình đã thu hút được lượng khán giả cực kỳ lớn, phát triển đáng kể qua nhiều năm. Gala năm mới CCTV hiện là sự kiện nghệ thuật và biểu diễn thường niên được xem nhiều nhất mọi nơi trên thế giới, vì vậy, tầm quan trọng của nó đã liên quan đến chính trị, kinh tế và đạo đức. Vì đêm giao thừa năm mới của Trung Quốc là thời gian mà gia đình tụ tập, điển hình bao gồm một gia đình 3 thế hệ lớn tụ tập trước TV của họ trong khi làm bánh bao cho bữa ăn năm mới đầu tiên. Gala cũng là dịp để mọi người cười nói, thảo luận và thưởng thức. Nó đã trở thành một truyền thống ăn sâu vào người dân Trung Quốc đại lục, và số lượng khán giả ước tính hơn 700 triệu người.

## Người nổi tiếng trình diễn

### Người dẫn chương trình
| Năm  | Đạo diễn         | Dẫn chương trình | TV ratings*(%) | Ratings(%)* | Lượt xem (Triệu) |
| ---- | ---------------- | --- | -------------- | ----------- | ---------------- |
| 1983 | Hoàng Nhất Hạc   | Đặng Tại Quân, Mã Quý, Khương Côn, Vương Cảnh Ngu, Lưu Hiểu Khánh | N/A            | N/A         | N/A              |
| 1984 | Hoàng Nhất Hạc   | Trương Thục Phân, Triệu Trung Tường, Lô Tĩnh, Hoàng Ích Đằng, Khương Côn, Khương Lê Lê, Trần Tư Tư | N/A            | N/A         | N/A              |
| 1985 | Hoàng Nhất Hạc   | Mã Quý, Khương Côn, Trương Du, Chu Uyển Nghi, Ban Ban, Hoàng Ích Đằng | N/A            | N/A         | N/A              |
| 1986 | Hoàng Nhất Hạc   | Triệu Trung Tường, Vương Cương, Khương Côn, Lưu Hiểu Khánh, Phương Thư, Cố Vĩnh Phi | N/A            | N/A         | N/A              |
| 1987 | Đặng Tại Quân    | Lý Mặc Nhiên, Vương Cương, Lý Tiểu Phụng, Khương Côn | N/A            | N/A         | N/A              |
| 1988 | Đặng Tại Quân    | Tôn Đạo Lâm, Vương Cương, Khương Côn, Hầu Diệu Văn, Tiết Phi, Vệ Hoa | N/A            | N/A         | N/A              |
| 1989 | Trương Hiểu Hải  | Trương Hiểu Hải, Lý Mặc Nhiên, Triệu Trung Tường, Khương Côn, Khám Lệ Quân, Lý Dương | N/A            | N/A         | N/A              |
| 1990 | Hoàng Nhất Hạc   | Triệu Trung Tường | N/A            | N/A         | N/A              |
| 1991 | Lang Côn         | Triệu Trung Tường, Hồ Miểu, Nghê Bình, Trương Hoành Dân, Lý Thụy Anh | N/A            | N/A         | N/A              |
| 1992 | Triệu An         | Dương Lan, Triệu Trung Tường, Nghê Bình | N/A            | N/A         | N/A              |
| 1993 | Trương Tử Dương  | Lương Nhạn Linh, Lý Khánh An, Trương Vĩnh Quyền, Dương Lan, Triệu Trung Tường, Nghê Bình | N/A            | N/A         | N/A              |
| 1994 | Lang Côn         | Nghê Bình, Trình Tiền | N/A            | N/A         | N/A              |
| 1995 | Triệu An         | Triệu Trung Tường, Nhgê Bình, Hứa Qua Huy | N/A            | N/A         | N/A              |
| 1996 | Trương Hiểu Hải  | Triệu Trung Tường, Nghê Bình, Trình Tiền, Viên Minh, Trương Hiểu, Châu Đào | N/A            | N/A         | N/A              |
| 1997 | Viên Đức Vượng   | Triệu Trung Tường, Nghê Bình, Trình Tiền, Châu Đào, Chu Quân, Á Ninh | N/A            | N/A         | N/A              |
| 1998 | Mạnh Hân         | Triệu Trung Tường, Nghê Bình, Châu Đào, Chu Quân, Á Ninh, Vương Tuyết Thuần | N/A            | N/A         | N/A              |
| 1999 | Lưu Thiết Dân    | Triệu Trung Tường, Nghê Bình, Châu Đào, Chu Quân | N/A            | N/A         | N/A              |
| 2000 | Trương Hiểu Hải  | Triệu Trung Tường, Nghê Bình, Châu Đào, Chu Quân, Triệu An, Triệu Vy, Zhang Xiaohai, Ôn Triệu Luân, Vương Tư Ý, Bộc Tồn Hân, Ngưu Quần, Phùng Củng, Dương Lan, Khương Côn, Bạch Nham Tùng, Văn Thanh, Triệu Lâm, Tào Dĩnh, Lý Tiểu Manh, Thôi Vĩnh Nguyên, Văn Hưng Vũ, Cúc Bình | N/A            | N/A         | N/A              |
| 2001 | Vương Tiển Bình  | Vương Hiến Sinh, Kim Việt, Chu Quân, Châu Đào, Trương Chính, Tào Dĩnh | 33.2           | N/A         | 638              |
| 2002 | Trần Vũ Lộ       | Nghê Bình, Chu Quân, Châu Đào, Lý Vịnh, Vương Tiểu Nha, Văn Thanh, Tào Dĩnh, Trương Chính | 35.1           | N/A         | N/A              |
| 2003 | Kim Việt         | Nghê Bình, Chu Quân, Châu Đào, Lý Vịnh, Trương Chính, Văn Thanh | 33.8           | N/A         | N/A              |
| 2004 | Viên Đức Vượng   | Nghê Bình, Chu Quân, Châu Đào, Triệu Bảo Nhạc, Lý Vịnh, Văn Thanh | 36.4           | N/A         | N/A              |
| 2005 | Lang Côn         | Chu Quân, Châu Đào, Lý Vịnh, Đổng Khanh, Trương Trạch Quần, Văn Thanh | 37.6           | N/A         | N/A              |
| 2006 | Lang Côn         | Chu Quân, Châu Đào, Lý Vịnh, Đổng Khanh, Trương Trạch Quần, Lưu Phương Phi | 31.7           | N/A         | N/A              |
| 2007 | Kim Việt         | Chu Quân, Châu Đào, Lý Vịnh, Đổng Khanh, Trương Trạch Quần, Lưu Phương Phi | 31.4           | N/A         | N/A              |
| 2008 | Trương Hiểu Hải  | Trần Lâm Xuân, Chu Quân, Châu Đào, Lý Vịnh, Đổng Khanh, Lưu Phương Phi, Bạch Nham Tùng | 32.4           | N/A         | N/A              |
| 2009 | Lang Côn         | Chu Quân, Đổng Khanh, Châu Đào, Trương Trạch Quần, Bạch Nham Tùng, Chu Tấn | 34.8           | N/A         | N/A              |
| 2010 | Kim Việt         | Chu Quân, Châu Đào, Đổng Khanh, Trương Trạch Quần, Âu Dương Hạ Đan, Nhâm Lỗ Dự | 30.9           | N/A         | N/A              |
| 2011 | Trần Lâm Xuân    | Đổng Khanh, Lý Vịnh, Chu Quân, Châu Đào, Trương Trạch Quần, Chu Tấn | 31.0           | N/A         | N/A              |
| 2012 | Ha Văn           | Chu Quân, Lý Vịnh, Đổng Khanh, Tất Phúc Kiếm, Táp Bối Ninh, Lý Tư Tư | 32.8           | N/A         | 770              |
| 2013 | Ha Văn           | Chu Quân, Lý Vịnh, Đổng Khanh, Tất Phúc Kiếm, Táp Bối Ninh, Lý Tư Tư | 31.2           | N/A         | 750              |
| 2014 | Phùng Tiểu Cương | Trương Quốc Lập, Chu Quân, Đổng Khanh, Tất Phúc Kiếm, Lý Tư Tư | 30.9           | 33.15       | 705              |
| 2015 | Ha Văn           | Chu Quân, Đổng Khanh, Khang Huy, Lý Tư Tư, Tát Bội Linh, Chu Tấn, Tất Phúc Kiếm, Negmat Rahman | *28.37         | 29.60       | 690              |
| 2016 | Lữ Dật Đào       | Bắc Kinh: Châu Đào, Đổng Khanh, Chu Quân, Táp Bối Ninh, Lý Tư Tư, Negmat Rahman. Chu Tấn, Từ Kiệt, Nhâm Lỗ Dự, Đặng Lộ, Lý Giai Minh, Triệu Lâm Thạc, Mã Dược, Âu Nhân Đồ Nhã | *N/A           | 30.98       | 1033             |
| 2017 | Dương Đông Thăng | Bắc Kinh - Chu Quân, Đổng Khanh, Khang Huy, Táp Bối Ninh, Negmat Rahman Tây Xương - Dương Phàm, A Hầu Nhĩ Lý Thượng Hải - Mạnh Thịnh Nam, Tào Khả Phàm Quế Lâm - Trương Lôi, Cao Phong Cáp Nhĩ Tân - Quản Đồng, Chu Nguy                                                         | *N/A           | 30.88       | *N/A             |
| 2018 | Dương Đông Thăng | Bắc Kinh - Khang Huy, Chu Tấn, Nhâm Lỗ Dự, Lý Tư Tư, Negmat Rahman Châu Hải - Dương Phàm, Quế Gia Thần Tam Á - Trương Trạch Quần, Vương Ti Khúc Phụ, Thái An - Lý Giai Minh, Lý Nghị Kiềm Đông Nam - Mã Dược, Đậu Ái Lị                                                          |                |             |                  |
| 2019 |                  | |                |             |                  |
| 2020 |                  | |                |             |                  |
| 2021 |                  | |                |             |                  |

Người dẫn chương trình Xuân Vãn nhiều lần nhất:
Nam: Chu Quân với 21 lần (1997,1998,1999,2000,2001,2002,2003,2004,2005,2006,2007,2008,2009,2010,2011,2012,2013,2014,2015,2016,2017)
Nữ: Châu Đào với 17 lần (1996,1997,1998,1999,2000,2001,2002,2003,2004,2005,2006,2007,2008,2009,2010,2011,2016)

### Biểu diễn định kỳ
Triệu Bổn Sơn; Cao Tú Mẫn; Phạm Vĩ - Tiểu phẩm, 1990s - 2010s, Tiểu Thẩm Dương - Từ 2009
Tống Đan Đan; Trần Bội Tư; Chu Thời Mậu - Tiểu phẩm, 1990s
Quách Đạt; Thái Minh; Phan Trường Giang; Hoàng Hoành - Tiểu phẩm, 1990s - 2010s
Phùng Củng - Tấu hài (相声), 1990s - 2000s
Khương Cơn - Tấu hài (相声), 1980s - 2001, 2017
Mark Henry Rowswell, đã đạt được danh tiếng của mình trong suốt Gala, 1990s - 2010s
Tống Tổ Anh, Bành Lệ Viện, Mao A Mẫn, Trương Dã, Hàn Lỗi, Tưởng Đại Vi, Diêm Duy Văn; Ca sĩ nhạc dân ca, 1990s -2010s
Lý Cốc Nhất, thường biểu diễn tiết mục cuối cùng của buổi tối, "Nanwang jinxiao" ("Không thể quên đêm nay")

### Khách mời
- Daiyan Trisha (Song ca với Fazura ca khúc cổ điển "Dream Pursuer" (追梦) 2019)
- Kumpulan De Fam (2019)
- A-do (Song ca với Triệu Vi 2004)
- Abao (2006, 2014)
- Alilang Group, hát nhac dân ca Doraji taryeong (2009)
- Attraction (2014)
- Diêu Bối Na (2007, 2010, 2014)
- Trần Hiểu Đông (2009)
- Trần Dịch Tấn (2012)
- Thành Long (1993; 2005; 2009; 2013; 2014; 2017; 2018)
- Trần Vỹ Đình (2017, 2018)
- Angela Chang (2008)
- Jeff Chang (2017)
- Trương Chấn (2015)
- Trần Khôn (2012)
- Charlene Choi (2017)
- Thôi Vĩnh Nguyên (1998, 2006, 2013)
- Châu Kiệt Luân (2008; 2009; 2011; 2018)
- Celine Dion (2013)
- Dimash Kudaibergen (2018)
- Phí Tường (1987, 2012)
- Phí Ngọc Thanh (2008)
- Fire of Anatolia (2013)
- Phó Viên Tuệ (2017)
- G.E.M. (2015, 2017, 2019)
- Quan Hiểu Đồng (2017)
- Quách Đức Cương (2013)
- Hao Ge (2007)
- Han Geng (2011)
- Hàn Hồng (2007, 2017)
- Hầu Dũng (2016)
- Hứa Như Vân (2016)
- Huang Bo (2018)
- Hoa Thần Vũ (2014)
- Hồ Ca (2016, 2017)
- Nhậm Hiền Tề (1999)
- Tưởng Hân (2017, 2019)
- Jing Boran (2017)
- Lê Minh (2000)
- Lang Lãng (2013; 2015)
- Lưu Đức Hoa (1995; 1998; 2006; 2015)
- Lay (2017, 2018)
- Coco Lee (2001; 2014; 2017)
- Lý Khắc Cần (2017)
- Lee Min-ho (2014)
- Luơng Vịnh Kỳ (2016)
- Li Yuchun (2015)
- Li Yundi (2001; 2012; 2013)
- Lâm Chí Linh (2011)
- Lâm Tâm Như (2000, 2016)
- Ronan Parke (2013)
- JJ Lin (2006, 2017)
- Lady Gaga (2019)
- Kim Kardashian (2019)
- Kourtney Kardashian (2019)
- Khloé Kardashian (2019)
- Kendall Jenner (2019)
- Kylie Jenner (2019)
- Britney Spears (2019)
- Lưu Đào (2015, 2016, 2017, 2019)
- Lưu Khiêm (2009; 2010; 2012; 2013)
- Lu Han (2017)
- Ma Tianyu (2017)
- Maksim Mrvica (2018)
- Sophie Marceau (2014)
- Mạc Văn Úy (2015)
- Mạc Hóa Luân (2015)
- Na Anh (1992, 1993, 1996, 1997, 1998, 2000, 2001, 2005, 2013, 2015, 2018)
- Nicki Minaj (2019)
- Phoenix Legend (2008, 2013, 2015, 2016, 2017)
- S.H.E (2008; 2013)
- Sun Nan (2012; 2013; 2014)
- David Tao (2007; 2015)
- TFBOYS (2016; 2017; 2018; 2019;2020)
- Thái Y Lâm (2005; 2007)
- Tạ Đình Phong (2000)
- Twins (2006)
- Wang Leehom (2003; 2010; 2012; 2013)
- Vương Khải (2017; 2018)
- Wanting (2013)
- Vuơng Phi (1998, 2010, 2011, 2018)
- Ngô Kinh (2018)
- Tiểu Hổ Đội (2013)
- Dương Dương (Duet với Tong Tiexin hát bài "Cha con" (父子) in 2016, 2018)
- Dương Tử (2017, 2019)
- Kiều Hân (2017, 2019)
- Vương Tử Văn (2017, 2019)
- Chân Tử Đan (2016)
- Dung Tổ Nhi (2005; 2007; 2009; 2010; 2011)
- Jason Zhang (2017)
- Chương Tử Di (2000; 2001; 2008)
- Triệu Vy (2000; 2004; 2016)
- Thành viên Chương trình không gian của Trung Quốc (2007–2009, 2017)
- Cosmic Girls
- Jackson Wang (2020)
- Châu Thâm (2021, 2023, 2024)

### Các tiết mục tham gia

#### Năm 2022
- Tổng đạo diễn: Lưu Thực
- Phó tổng đạo diễn: Triệu Đại Trị, Vu Lôi,  Tống Phi, Điền Mai, Trâu Vi
- Người dẫn chương trình: Nhâm Lỗ Dự, Tát Bối Ninh, Ni Cách Mã Đề, Lí Tư Tư, Mã Phàm Thư

| STT | Tiết mục                                   | Nghệ sĩ biểu diễn |
| --- | ------------------------------------------ | --- |
| 1   | Tiết mục mở màn "Hoan nhạc cát tường niên" | Đào Ngọc Linh, Trương Nghệ Mưu, Cát Ưu, Trương Quốc Lập, Từ Phàm, Đặng Siêu, Lưu Đào, Tát Nhật Na, Giả Nãi Lượng, Trương Nhược Quân, Tống Tổ Nhi, Mao Hiểu Đồng, Trần Vỹ Đình, Vương Bảo Cường, Điền Vũ, Cao Hiểu Phàn, Vưu Hiến Siêu, Trần Vĩnh Thắng, Tạ Na, Ngô Lỗi, Tôn Đào, Huệ Anh Hồng, Trần Nghiên Hy, Phàn Vũ Khiết, Kim Diêu Nguyên |
| 2   | Ca khúc "Cảm giác thời đại"                | Đặng Siêu, Lý Vũ Xuân, Dịch Dương Thiên Tỉ |
| 3   | Tiểu phẩm "Cha và con"                     | Tôn Đào, Vương Lôi, Dĩnh Nhi, Phương Hướng, Vương Dực Huyên |
| 4   | Nhạc kịch "Vạn vật hồi xuân"               | Sa Dật, Vương Lợi, Lưu Già |
| 5   | Ca khúc "Mười vạn dặm gió xuân"            | Ân Tú Mai, Diêm Duy Văn |
| 6   | Tiểu phẩm "Trả hay không trả"              | Thẩm Đằng, Mã Lệ, Thường Viễn, Ngải Luân, Vương Thành Tư, Hứa Văn Hách |
| 8   | Biểu diễn Thái Cực "Hành vân lưu thủy"     | Dương Thuận Hồng, Lương Bích Huỳnh, Lưu Đức Chiến |
| 9   | Tiểu phẩm "Mừng vui gấp bội"               | Giả Linh, Trương Tiểu Phỉ, Hứa Quân Thông, Thái Duy, Lưu Hoành Lộc |
| 10  | Ca khúc "Thế giới này nhiều người như vậy" | Hàn Hồng |
| 12  | Tiểu phẩm "Phát hồng bao"                  | Giả Băng, Sa Dật, Bao Bối Nhĩ, Nhâm Tử Tuệ, Dư Nam Khâm, Diêm Cường |
| 13  | Trò chuyện âm nhạc " Bầu không khí vui vẻ" | Đại Trương Vỹ, Vương Miễn |
| 14  | Ảo thuật "Nghênh xuân nạp phúc"            | Đặng Nam Tử |
| 15  | Kịch võ thuật "Nhũ hổ khiếu xuân"          | Chu Cách Đặc Lực Gia |
| 16  |                                            | |

## Rating
| Năm  | TV Rating (%) | Rating share (%) | Lượt xem | Màn trình diễn thu hút nhất |
| ---- | ------------- | ---------------- | -------- | --------------------------- |
| 2001 | 33.2%         |                  |          |                             |
| 2002 | 35.1%         |                  |          |                             |
| 2003 | 33.8%         |                  |          |                             |
| 2004 | 36.4%         |                  |          |                             |
| 2005 | 37.6%         |                  |          |                             |
| 2006 | 31.7%         |                  |          |                             |
| 2007 | 31.4%         |                  |          |                             |
| 2008 | 32.4%         |                  |          |                             |
| 2009 | 34.82%        |                  |          |                             |
| 2010 | 38.26%        |                  |          |                             |
| 2011 | 31.04%        |                  |          |                             |
| 2012 | 32.75%        |                  | 7,7 tỷ   |                             |
| 2013 | 31.17%        |                  | 7,5 tỷ   |                             |
| 2014 | 30.98%        |                  | 7,04 tỷ  |                             |
| 2015 | 28.37%        | 29.6%            | 6,9 tỷ   |                             |
| 2016 |               | 30.98%           | 10,33 tỷ |                             |
| 2017 | 30.88%        | 31.46%           |          |                             |
| 2018 |               |                  | 11,33 tỷ |                             |